# Corals Schübler
Corals Schübler és el nom amb què es coneix una col·lecció de sis preludis corals per a orgue de Johann Sebastian Bach, col·lecció que compren les obres de catàleg que van dels de la BWV 645 a la 650. Van ser gravades i publicades a la fi de la dècada del 1740 per Johann Georg Schübler, del qual deriva el seu sobrenom. La col·lecció es titulava originalment Sechs Choräle von verschiedener Art (Sis corals de diversos tipus). Les peces estan compostes per a un orgue de dos teclats i pedal obligatori.
Cinc d'aquests sis corals són transcripcions de les cantates del mateix Bach, un fet excepcional dins el conjunt d'obres de Bach per a orgue. La següent taula ens llista els corals Schübler, amb el títol en alemany i els moviments de la cantata a partir de les quals en va fer les transcripcions:
| BWV | Títol del coral                          | Transcrit de                                                                            |
| 645 | Wachet auf, ruft uns die Stimme          | Wachet auf, ruft uns die Stimme, BWV 140, moviment 4 (coral per a tenor)                |
| 646 | Wo soll ich fliehen hin                  | N/A                                                                                     |
| 647 | Wer nur den lieben Gott lässt walten     | Wer nur den lieben Gott läßt walten, BWV 93, moviment 4 (duet per a soprano i contralt) |
| 648 | Meine Seele erhebt den Herren            | Meine Seel erhebt den Herren, BWV 10, moviment 5 (duet per a contralt i tenor)          |
| 649 | Ach bleib bei uns, Herr Jesu Christ      | Bleib bei uns, denn es will Abend werden, BWV 6, moviment 3 (coral per a soprano)       |
| 650 | Kommst du nun, Jesu, vom Himmel herunter | Lobe den Herren, den mächtigen König der Ehren, BWV 137, moviment 2 (solo de contralt)  |